# 陶爾成
陶爾成，字二大，四川成都府資陽縣人，明朝官员。賜特用進士出身。
崇禎三年中舉人，十三年以乙榜舉人賜特用，十五年登進士。官單縣知縣。